# Congrès de Vérone (1943)
Pour les articles homonymes, voir Congrès de Vérone.

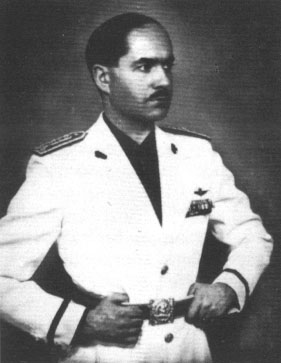
Alessandro Pavolini, secrétaire du nouveau Parti fasciste républicain, prépara et conduisit les débats du congrès de Vérone.

Le congrès de Vérone est un congrès du Parti fasciste républicain italien, assemblé en 1943 dans le but de rédiger le programme de gouvernement de la République sociale italienne.

## Contexte
Le 12 septembre 1943 les parachutistes allemands du Lehrbataillon libèrent Benito Mussolini détenu à Campo Imperatore. Le 18 septembre, un discours diffusé sur les ondes de Radio Munich annonce la constitution du Parti fasciste républicain. Le 23 septembre, Mussolini fonde la République sociale italienne.
À partir du 8 septembre, après l'armistice de Cassibile, plusieurs bureaux du Parti national fasciste dissous ont déjà été rouverts par des groupes fascistes. Ils deviennent, à l'annonce de Mussolini, les sièges du nouveau PFR. Le 7 novembre 1943 le Corriere della Sera publie l'annonce du premier Congresso del nuovo partito programmé à Vérone pour le 15 novembre, dans le but d'examiner le projet d'une nouvelle constitution républicaine fasciste.

## Déroulement du congrès

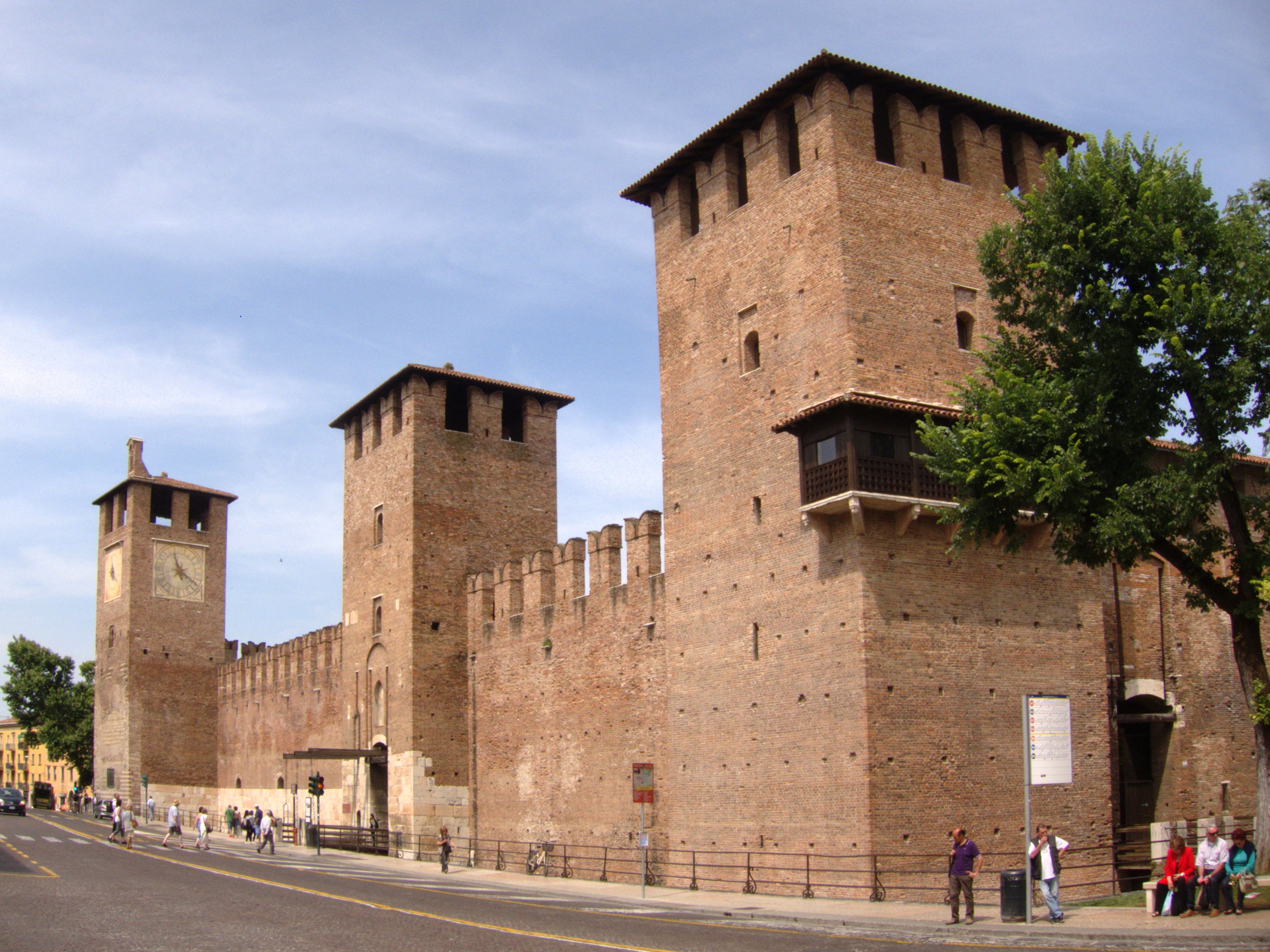
Le Castelvecchio de Vérone, où se tint le congrès du Parti fasciste républicain.

### Débats
Le congrès de Vérone du parti fasciste reconstitué se tient les 14 et 15 novembre 1943 au Castel Vecchio à Vérone. Il enregistre une centaine de délégués, représentant environ 250 000 inscrits, et se déroule dans une atmosphère tumultueuse. Mussolini lui-même parle de « Bolgia » (foire d'empoigne). S'y expriment diverses tendances, y compris d'inspiration communiste, mais également un esprit violemment antisémite, revanchard et « settembrizzatore », car tout reste à décider ou à « refonder » : des responsables fédéraux, comme celui de Forlì se demandent qui guidera l'Italie, « un gouvernement mis sur pied, qui sait comment, ou bien le Parti ».

### Introduction des débats
Les travaux sont préparés, introduits et conduits par le secrétaire du PFR, Alessandro Pavolini. Mussolini est absent, mais il fait lire une lettre qui constitue surtout un salut aux congressistes. Dans son discours d'introduction, Pavolini dit espérer que le PFR ne soit pas une « simple copie » du Parti national fasciste et il souhaite que des « hommes nouveaux » viennent entourer Mussolini. Ce renouvellement peut seul, selon lui, apporter la garantie d'une véritable rupture, le retour au fascisme « social » des origines, par opposition au fascisme « embourgeoisé » qui a conduit à la situation du printemps et de l'été 1943,. Pavolini poursuit, sur un mode confus et parfois contradictoire, en appelant le châtiment sur ceux qui se sont rendus coupables de l'armistice, et qu'il identifie exclusivement à la grande bourgeoisie capitaliste.

### Motions
À l'ordre du jour, sont présentés les 18 points du « manifeste de Vérone », qui doit servir de « ligne maîtresse » au nouvel État.
On y évoque la convocation d'une constituante, « laquelle abolira la monarchie et donnera corps à la République sociale italienne » et le texte propose une ébauche d'organisation politique.
En matière de politique extérieure, le manifeste exige la reconnaissance de « l'espace vital » italien, propose la fondation d'une Communauté européenne qui éliminerait « l'influence britannique », l'abolition du capitalisme. Il propose de valoriser, « au bénéfice tant des Européens que des indigènes, les ressources naturelles de l'Afrique, dans le respect des peuples indigènes, plus particulièrement musulmans ».
En matière sociale, le texte soumis aux congressistes garantit la propriété privée, mais nationalise « les services publics et les industries de guerre » et pose le « principe fasciste de la socialisation de l'industrie » (participation aux bénéfices y compris par les ouvriers). Les terres incultes ou mal gérées pourront, après expropriation, être cédées aux ouvriers agricoles pour que ceux-ci deviennent des agriculteurs directs, ou aux exploitations agricoles para-syndicales ou para-étatiques.
Le texte évoque également le droit à l'entreprise familiale, au logement, le salaire minimum, l'organisation syndicale (« le travailleur sera inscrit d'office au syndicat fasciste »). Le manifeste se conclut en affirmant que le nouveau Parti démontre « non seulement qu'il va vers le peuple, mais aussi qu'il est aux côtés du peuple » et propose un triple mot d'ordre : « combattre, travailler, vaincre ».
Pour répondre aux sollicitations pressantes de l'allié nazi, un article (7) est consacré à la situation des Italiens « appartenant à la race juive » : le manifeste propose de « lever toute équivoque » et déclare qu'ils seront considérés « comme étrangers et, pendant la durée de la présente guerre, comme appartenant à la nationalité ennemie ». S'il est vrai que le manifeste de Vérone, en l'absence de constituante (ajournée sine die) n'a pas valeur de loi, il suffit cependant à justifier le regroupement des Juifs d'Italie, déjà discriminés par les lois raciales, en leur qualité d'ennemis. C'est le pas franchi, le 30 novembre, par le ministre de l'Intérieur Buffarini Guidi, qui publie une ordonnance de police (no 5) ordonnant leur regroupement dans des camps de concentration, la confiscation de leurs biens et la mise sous surveillance des citoyens issus de mariages mixtes et « jusqu'alors considérés comme aryens ».
Enfin, le chef de la nouvelle milice du régime, Renato Ricci (it), prend la parole pour présenter un projet de police réunissant les carabiniers et la gendarmerie, le mot d'ordre étant : « tout le pouvoir à la milice ».

### Annonce de l'exécution d'Igino Ghisellini et expédition punitive

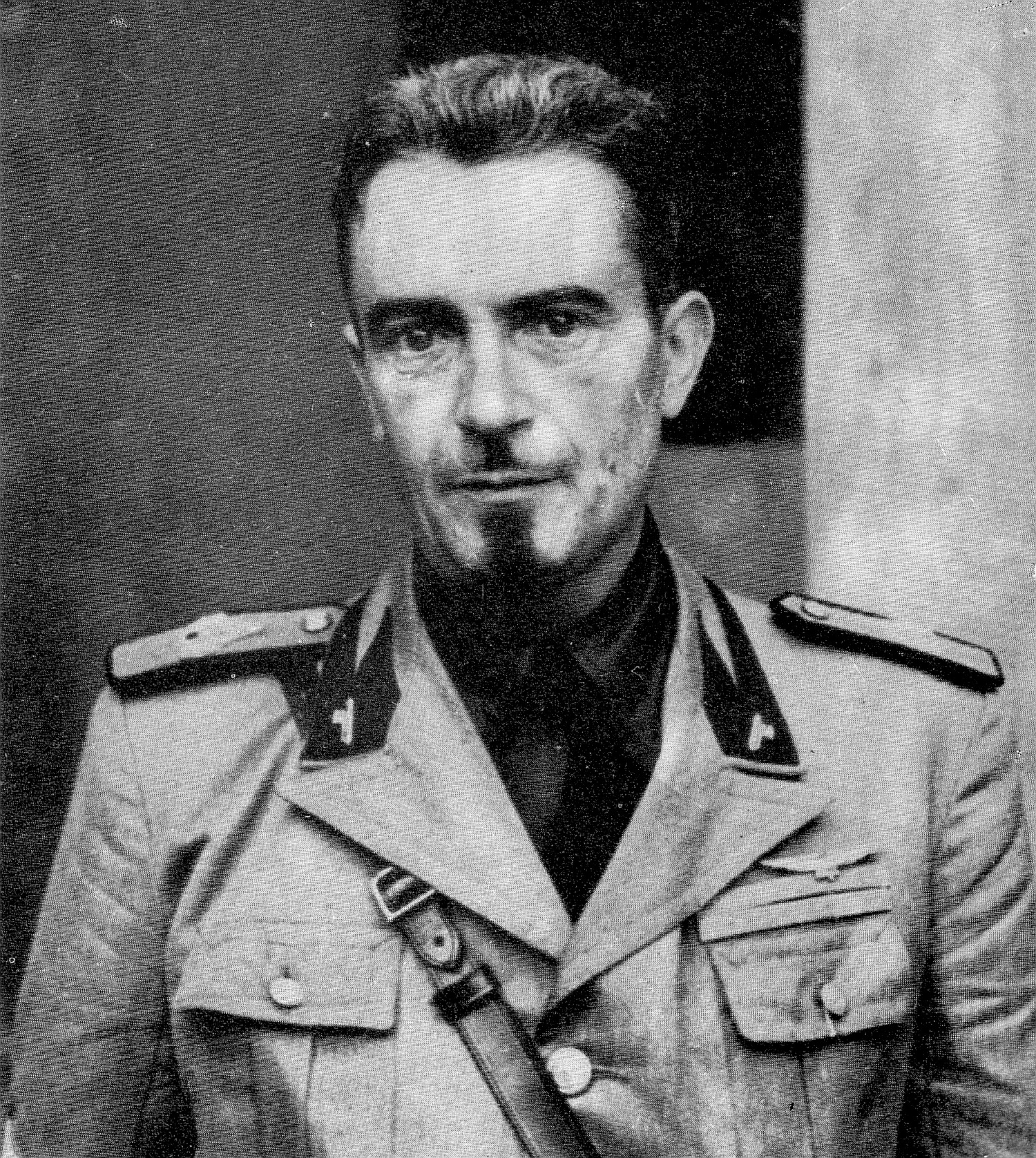
Igino Ghisellini.
À l'annonce de son assassinat, un groupe de militants quitte le congrès pour se rendre à Ferrare, où onze otages sont exécutés en représailles.

Le déroulement du congrès est marqué par l'arrivée à Vérone de la nouvelle de l'exécution d'Igino Ghisellini, militant fasciste que Pavolini lui-même avait proposé, peu de temps auparavant, comme commissaire fédéral du Parti à Ferrare. À 21 heures, le 13 novembre 1943, il est abattu de six coups de révolver. Son corps est retrouvé le lendemain matin, et la nouvelle de sa mort arrive à Vérone au beau milieu du congrès, où il était d'ailleurs attendu. À la tribune, Pavolini informe les participants et jure de venger « le camarade Ghisellini ». Une expédition punitive s'organise immédiatement et un groupe quitte le congrès pour arriver à Ferrare dans l'après-midi. Le soir même, une liste de 84 habitants de la ville est dressée. Certains sont déjà emprisonnés, d'autres sont raflés à leur domicile. Onze personnes sont finalement fusillées à l'aube du 15 novembre,,,.

## Suites
Le congrès de Vérone marque le point de départ de la constitution de la république de Salò. L'assemblée constituante qu'il annonce est ajournée sine die. Le nouveau gouvernement fasciste exerce alors le pouvoir de facto. 
Mussolini est, selon les termes du manifeste de Vérone, Capo della Repubblica et ministre des Affaires étrangères. Le Parti fasciste républicain est dirigé par Alessandro Pavolini. Une Garde nationale républicaine, placée sous le commandement de Renato Ricci, est créée à partir de ce qui reste, au nord de la péninsule, de la milice, de l'arme des carabiniers et de la police. l'État se résume à une bureaucratie sans pouvoir effectif et placée sous protectorat allemand.